# Munda tacita
Munda tacita är en insektsart som först beskrevs av Henri Saussure 1878.  Munda tacita ingår i släktet Munda och familjen syrsor. Inga underarter finns listade i Catalogue of Life.